# Maverick Records
La Maverick Records è stata una casa discografica multimediale statunitense fondata nel 1992 da Freddy DeMann, Madonna e Veronica "Ronnie" Dashev e in attività fino al 2004. Oltre a Madonna, che pubblicherà per la Maverick gli album Erotica, Bedtime Stories, Something to Remember, Ray of Light, Music, GHV2, American Life, l'album remix Remixed & Revisited e tutti i singoli che vanno da Erotica (1992) a Love profusion (2004), incidono per la Maverick tra gli altri Alanis Morissette, Deftones, The Prodigy e Michelle Branch.